# Sociedad Thomas More
La Sociedad Thomas More (en inglés Thomas More Society)  es una firma de abogados conservadora provida fundada en el año 1997 con sede en  Chicago.

## Acerca de la firma
Su sitio web los describe como "una firma de abogados de interés público nacional sin fines de lucro dedicada a restaurar el respeto de la ley por la vida, la familia y la libertad religiosa". La Sociedad Thomas More defiende y fomenta el apoyo a estas causas al proporcionar servicios legales pro bono de los tribunales de primera instancia locales a la Corte Suprema de los Estados Unidos.
La Sociedad Thomas More ha tenido dos victorias en Scheidler v. Organización Nacional para las Mujeres en 2003 (8-1) y 2006 (8-0) ambas. 
Thomas More Society ha buscado, desde su perspectiva y para aquellos a quienes defiende, garantizar que la Primera Enmienda a la Constitución de los Estados Unidos a la libertad de expresión y asociación estén seguros y protegidos por la ley.

## Historia
La Sociedad Thomas More fue creada en el año 1997 con el fin de defender el histórico caso N.OW v. Scheidler. Esta demanda colectiva a nivel nacional presentada por la Organización Nacional de Mujeres contra Joseph Scheidler (entre otros) fue un intento reducir el activismo provida en las clínicas de aborto a nivel nacional. 
Después de haber ganado en  NOW v. Scheidler  en la Corte Suprema de los Estados Unidos, 8-1 (2003) y 8-0 (2006), la Sociedad Thomas More ha continuado litigando casos de vanguardia que incluyen: [cita requerida]
- Proteger los derechos de la Primera Enmienda a la Constitución de los Estados Unidos de quienes rezan y aconsejan fuera de las instalaciones de aborto de Estados Unidos.
- Defender las leyes que protegen la vida humana desde la concepción hasta la muerte natural.[cita requerida]
- Garantizar la libre expresión de la religión en la plaza pública.[cita requerida]
- Respetando los valores familiares

La Sociedad Thomas More ha ayudado a miles de clientes[cita requerida], incluidos algunos de los líderes provida y religiosos de Estados Unidos, algunos de ellos son:
- David Daleiden
- David Bereit
- 40 Dias por la vida
- Lila Rose y Live Action (Organización)
- Joe, Ann y Eric Scheidler y la Liga de Acción Pro-Vida
- Sidewalk Advocates for Life, Created Equal
- Ministros de acción próvida
- Troy Newman y Operation Rescue
- El exfiscal general de Kansas Phill Kline
- Obispos católicos
- Organizaciones benéficas católicas
- Diócesis
- Órdenes religiosas
- Los manifestantes de Notre Dame ("ND88")[cita requerida]

## Casos seleccionados
- En 2016, La Sociedad Thomas More representó al activista provida David Daleiden , de California, pro bono.[6][7][8]
- En 2015, La Sociedad Thomas More presentó Amicus curiae en el caso civil de la actriz Sofía Vergara siendo demandada por su exnovio en un caso acerca de un embrión .[9][10][11]
- La Sociedad Thomas More presentó una demanda en nombre de las Hermanas Misioneras de St. Charles contra un club de estriptis que se mudó detrás de su convento, supuestamente causando daños y molestias.[12]
- Buscando "Proteger los derechos de libertad religiosa" de los dueños de negocios contra el Mandato de la Instando a la Corte Suprema de los Estados Unidos a resolver la disputa sobre las placas de matrícula Choose Life.
- Participando en la defensa infructuosa de la regla de la Junta de Medicina de Iowa que prohíbe efectivamente los abortos telemédicos, presentando un informe Amicus curiae al Tribunal e investigación legal al fiscal general de Iowa.
- La Sociedad Thomas More representó a una madre demandando a un condado, proveedores médicos y un distrito escolar en sus objeciones a la emancipación legal de su hijo adolescente.[13]